# Jakob Peter Simon
Jakob Peter Simon (* 17. Dezember 1795 in Eberstadt; † 26. September 1857 ebenda) war ein hessischer Bierbrauer und Politiker und Abgeordneter der 2. Kammer der Landstände des Großherzogtums Hessen.
Jakob Peter Simon war der Sohn des Erbbeständers Johann Christian Simon und dessen Ehefrau Anna Margaretha, geborene Klenck. Simon, der evangelischen Glaubens war, war Bierbrauer in Eberstadt und heiratete dort am 17. Dezember 1820 Eva Elisabeth geborene Herbert.
1850 gehörte er der Zweiten Kammer der Landstände an. Er wurde für den Wahlbezirk Starkenburg 2/Darmstadt gewählt. Daneben war er Mitglied des Ortsgericht Eberstadt.